# Collegio di Wallasey
Wallasey è un collegio elettorale situato nel Merseyside, nel Nord Ovest dell'Inghilterra, e rappresentato alla Camera dei comuni del Parlamento del Regno Unito. Elegge un membro del parlamento con il sistema first-past-the-post, ossia maggioritario a turno unico; l'attuale parlamentare è Angela Eagle del Partito Laburista, che rappresenta il collegio dal 1992.

## Estensione

Wallasey dal 2010 al 2024

- 1918-1983: il County Borough di Wallasey.
- 1983-2010: i ward del borgo metropolitano di Wirral di Leasowe, Liscard, Moreton, New Brighton, Seacombe e Wallasey.
- 2010-2024: i ward del borgo metropolitano di Wirral di Leasowe and Moreton East, Liscard, Moreton West and Saughall Massie, New Brighton, Seacombe e Wallasey.
- dal 2024: come sopra, con in aggiunta la parte settentrionale (distretti elettorali MA e MB) del ward di Upton del borgo metropolitano di Wirral

Il collegio copre la città di Wallasey, nel nord della penisola di Wirral, che comprende sei aree: Wallasey Village, Seacombe, Egremont, Liscard, New Brighton e Poulton, insieme a Moreton e Leasowe. È uno dei quattro collegi che coprono il Metropolitan Borough of Wirral.

## Membri del parlamento
| Elezione | Elezione               | Deputato          | Partito      |
| -------- | ---------------------- | ----------------- | ------------ |
|          | 1918                   | Bouverie McDonald | Conservatore |
| 1922     | Robert Burton-Chadwick |                   | Conservatore |
| 1931     | John Moore-Brabazon    |                   | Conservatore |
|          | 1942 (S)               | George Reakes     | Indipendente |
|          | 1945                   | Ernest Marples    | Conservatore |
| Feb 1974 | Lynda Chalker          |                   | Conservatore |
|          | 1992                   | Angela Eagle      | Laburista    |

## Elezioni

### Elezioni negli anni 2020
| Partito                    | Partito                                | Candidato                  | Risultati 4 luglio 2024 | Risultati 4 luglio 2024 |
| Partito                    | Partito                                | Candidato                  | Voti                    | %                       |
| -------------------------- | -------------------------------------- | -------------------------- | ----------------------- | ----------------------- |
|                            | Laburista                              | Angela Eagle               | 24 674                  | 57,72                   |
|                            | Reform UK                              | David Burgess-Joyce        | 6 678                   | 15,62                   |
|                            | Conservatore                           | Robbie Lammas              | 4 987                   | 11,67                   |
|                            | Verdi                                  | Jane Turner                | 3 905                   | 9,14                    |
|                            | Lib Dem                                | Vicky Downie               | 1 843                   | 4,31                    |
|                            | Workers                                | Philip Bimpson             | 462                     | 1,08                    |
|                            | Freedom Alliance                       | Ian Pugh                   | 197                     | 0,46                    |
|                            |                                        |                            |                         |                         |
| Iscritti                   | Iscritti                               | Iscritti                   | 74 082                  | 100,00                  |
| ↳ Votanti (% su iscritti)  | ↳ Votanti (% su iscritti)              | ↳ Votanti (% su iscritti)  | 42 914                  | 57,93                   |
| ↳ Astenuti (% su iscritti) | ↳ Astenuti (% su iscritti)             | ↳ Astenuti (% su iscritti) | 31 168                  | 42,07                   |
|                            |                                        |                            |                         |                         |
|                            | Esito: collegio confermato a Laburista |                            |                         |                         |

### Elezioni negli anni 2010
| Partito                    | Partito                                | Candidato                  | Risultati 12 dicembre 2019 | Risultati 12 dicembre 2019 |
| Partito                    | Partito                                | Candidato                  | Voti                       | %                          |
| -------------------------- | -------------------------------------- | -------------------------- | -------------------------- | -------------------------- |
|                            | Laburista                              | Angela Eagle               | 29 901                     | 64,31                      |
|                            | Conservatore                           | James Baker                | 11 579                     | 24,91                      |
|                            | Brexit                                 | Martin York                | 2 037                      | 4,38                       |
|                            | Lib Dem                                | Vicky Downie               | 1 843                      | 3,96                       |
|                            | Verdi                                  | Lily Clough                | 1 132                      | 2,43                       |
|                            |                                        |                            |                            |                            |
| Iscritti                   | Iscritti                               | Iscritti                   | 66 310                     | 100,00                     |
| ↳ Votanti (% su iscritti)  | ↳ Votanti (% su iscritti)              | ↳ Votanti (% su iscritti)  | 46 492                     | 70,11                      |
| ↳ Astenuti (% su iscritti) | ↳ Astenuti (% su iscritti)             | ↳ Astenuti (% su iscritti) | 19 818                     | 29,89                      |
|                            |                                        |                            |                            |                            |
|                            | Esito: collegio confermato a Laburista |                            |                            |                            |

| Partito                    | Partito                                | Candidato                  | Risultati 8 giugno 2017 | Risultati 8 giugno 2017 |
| Partito                    | Partito                                | Candidato                  | Voti                    | %                       |
| -------------------------- | -------------------------------------- | -------------------------- | ----------------------- | ----------------------- |
|                            | Laburista                              | Angela Eagle               | 34 552                  | 71,46                   |
|                            | Conservatore                           | Andy Livsey                | 11 232                  | 23,23                   |
|                            | UKIP                                   | Debbie Caplin              | 1 160                   | 2,40                    |
|                            | Lib Dem                                | Paul Childs                | 772                     | 1,60                    |
|                            | Verdi                                  | Lily Clough                | 637                     | 1,32                    |
|                            |                                        |                            |                         |                         |
| Iscritti                   | Iscritti                               | Iscritti                   | 67 437                  | 100,00                  |
| ↳ Votanti (% su iscritti)  | ↳ Votanti (% su iscritti)              | ↳ Votanti (% su iscritti)  | 48 353                  | 71,70                   |
| ↳ Astenuti (% su iscritti) | ↳ Astenuti (% su iscritti)             | ↳ Astenuti (% su iscritti) | 19 084                  | 28,30                   |
|                            |                                        |                            |                         |                         |
|                            | Esito: collegio confermato a Laburista |                            |                         |                         |

| Partito                    | Partito                                | Candidato                  | Risultati 7 maggio 2015 | Risultati 7 maggio 2015 |
| Partito                    | Partito                                | Candidato                  | Voti                    | %                       |
| -------------------------- | -------------------------------------- | -------------------------- | ----------------------- | ----------------------- |
|                            | Laburista                              | Angela Eagle               | 26 176                  | 60,36                   |
|                            | Conservatore                           | Chris Clarkson             | 9 828                   | 22,66                   |
|                            | UKIP                                   | Geoffrey Caton             | 5 063                   | 11,68                   |
|                            | Verdi                                  | Julian Pratt               | 1 288                   | 2,97                    |
|                            | Lib Dem                                | Kris Brown                 | 1 011                   | 2,33                    |
|                            |                                        |                            |                         |                         |
| Iscritti                   | Iscritti                               | Iscritti                   | 65 507                  | 100,00                  |
| ↳ Votanti (% su iscritti)  | ↳ Votanti (% su iscritti)              | ↳ Votanti (% su iscritti)  | 43 366                  | 66,20                   |
| ↳ Astenuti (% su iscritti) | ↳ Astenuti (% su iscritti)             | ↳ Astenuti (% su iscritti) | 22 141                  | 33,80                   |
|                            |                                        |                            |                         |                         |
|                            | Esito: collegio confermato a Laburista |                            |                         |                         |

| Partito                    | Partito                                | Candidato                  | Risultati 6 maggio 2010 | Risultati 6 maggio 2010 |
| Partito                    | Partito                                | Candidato                  | Voti                    | %                       |
| -------------------------- | -------------------------------------- | -------------------------- | ----------------------- | ----------------------- |
|                            | Laburista                              | Angela Eagle               | 21 578                  | 51,80                   |
|                            | Conservatore                           | Leah Fraser                | 13 071                  | 31,38                   |
|                            | Lib Dem                                | Steve Pitt                 | 5 693                   | 13,67                   |
|                            | UKIP                                   | Derek Snowden              | 1 205                   | 2,89                    |
|                            | Indipendente                           | Emmanuel Mwaba             | 107                     | 0,26                    |
|                            |                                        |                            |                         |                         |
| Iscritti                   | Iscritti                               | Iscritti                   | 65 908                  | 100,00                  |
| ↳ Votanti (% su iscritti)  | ↳ Votanti (% su iscritti)              | ↳ Votanti (% su iscritti)  | 41 654                  | 63,20                   |
| ↳ Astenuti (% su iscritti) | ↳ Astenuti (% su iscritti)             | ↳ Astenuti (% su iscritti) | 24 254                  | 36,80                   |
|                            |                                        |                            |                         |                         |
|                            | Esito: collegio confermato a Laburista |                            |                         |                         |

### Elezioni negli anni 2000
| Partito                    | Partito                                | Candidato                  | Risultati 5 maggio 2005 | Risultati 5 maggio 2005 |
| Partito                    | Partito                                | Candidato                  | Voti                    | %                       |
| -------------------------- | -------------------------------------- | -------------------------- | ----------------------- | ----------------------- |
|                            | Laburista                              | Angela Eagle               | 20 085                  | 54,77                   |
|                            | Conservatore                           | Leah Fraser                | 10 976                  | 29,93                   |
|                            | Lib Dem                                | Joanna Pemberton           | 4 770                   | 13,01                   |
|                            | UKIP                                   | Philip Griffiths           | 840                     | 2,29                    |
|                            |                                        |                            |                         |                         |
| Iscritti                   | Iscritti                               | Iscritti                   | 63 775                  | 100,00                  |
| ↳ Votanti (% su iscritti)  | ↳ Votanti (% su iscritti)              | ↳ Votanti (% su iscritti)  | 36 671                  | 57,50                   |
| ↳ Astenuti (% su iscritti) | ↳ Astenuti (% su iscritti)             | ↳ Astenuti (% su iscritti) | 27 104                  | 42,50                   |
|                            |                                        |                            |                         |                         |
|                            | Esito: collegio confermato a Laburista |                            |                         |                         |

| Partito                    | Partito                                | Candidato                  | Risultati 7 giugno 2001 | Risultati 7 giugno 2001 |
| Partito                    | Partito                                | Candidato                  | Voti                    | %                       |
| -------------------------- | -------------------------------------- | -------------------------- | ----------------------- | ----------------------- |
|                            | Laburista                              | Angela Eagle               | 22 718                  | 60,83                   |
|                            | Conservatore                           | Lesley Rennie              | 10 442                  | 27,96                   |
|                            | Lib Dem                                | Peter Reisdorf             | 4 186                   | 11,21                   |
|                            |                                        |                            |                         |                         |
| Iscritti                   | Iscritti                               | Iscritti                   | 64 836                  | 100,00                  |
| ↳ Votanti (% su iscritti)  | ↳ Votanti (% su iscritti)              | ↳ Votanti (% su iscritti)  | 37 346                  | 57,60                   |
| ↳ Astenuti (% su iscritti) | ↳ Astenuti (% su iscritti)             | ↳ Astenuti (% su iscritti) | 27 490                  | 42,40                   |
|                            |                                        |                            |                         |                         |
|                            | Esito: collegio confermato a Laburista |                            |                         |                         |

## Risultati dei referendum

### Referendum sulla permanenza del Regno Unito nell'Unione europea del 2016
|             | Collegio    | Lasciare UE % | Rimanere in UE % |
| ----------- | ----------- | ------------- | ---------------- |
|             | Wallasey    | 49,9%         | 50,1%            |
|             | Inghilterra | 53,3%         | 46,7%            |
| Regno Unito | 51,9%       | 48,1%         |                  |